# کریم‌آباد (نوق)
کریم‌آباد روستایی در دهستان بهرمان بخش نوق شهرستان رفسنجان استان کرمان ایران است.

## جمعیت
بر پایه سرشماری عمومی نفوس و مسکن در سال ۱۳۹۵ این روستا بدون جمعیت بوده‌است.